# Mário Sérgio Peixer
Mário Sérgio Peixer, conhecido como Dêgo (Guaramirim, 25 de maio de 1956) é um político brasileiro.
Foi eleito prefeito de Guaramirim de 1 de janeiro de 2001 a 31 de dezembro de 2004, e reeleito para o período de 
1 de janeiro de 2005 a 31 de dezembro de 2008, em ambas as ocasiões concorrendo pelo Partido da Frente Liberal (PFL).
Em 2016, já no Partido Socialista Brasileiro (PSB), concorreria ao cargo de vice-prefeito na chapa de Paulo Veloso, do Partido da República (PR), Porém, dias antes da eleição, o candidato ao posto majoritário renunciou à candidatura, por motivos pessoais.